# Goma pel cabell

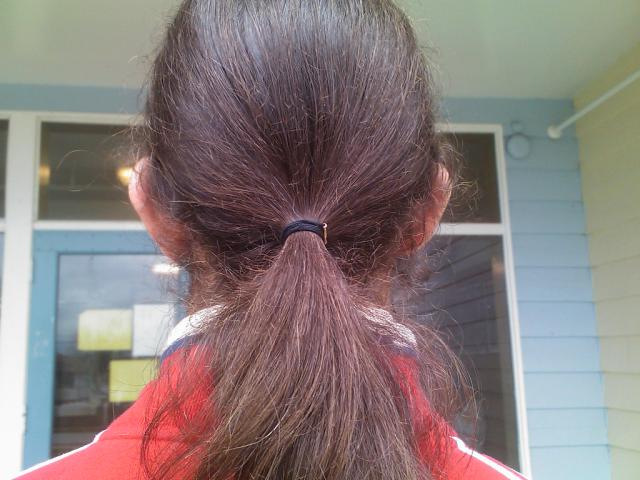
Cua de cavall mantinguda amb una goma negra

Una goma per als cabells (també anomenada lligacua de cavall, elàstic per als cabells) és un element que s'utilitza per a fixar els cabells, particularment llargs, lluny de la cara. Generalment es fa com a part d'un pentinat com ara cua de cavall, cabells rulls, drets, ondulats o fluixos, per a cabells naturals molt cresps i amb una textura espessa. Dos tipus comuns de lligacua són el scrunchie i la goma elàstica. El terme lligacabells també pot incloure una peça fixa que es col·loca gràcies a cordetes per a mantenir flocs específics de cabells, en lloc de lligar-los o agafar-los junts com per exemple pinça de cabells.
L'elasticitat i la durabilitat dels portants de cavallets varien segons el material o materials a partir dels quals estan fets.

## Història

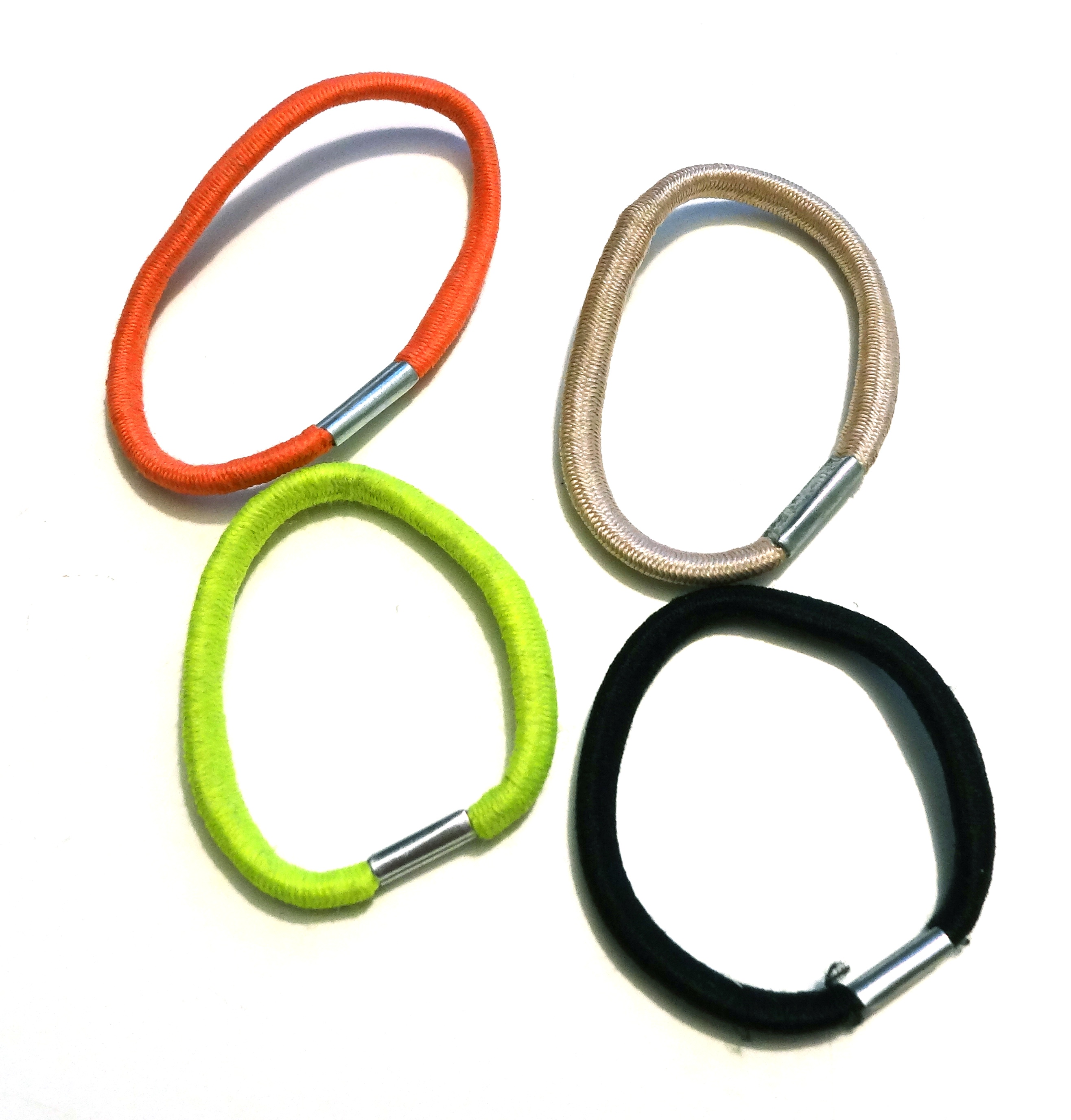
Gomes per als cabells de diferents colors

L'ús dels lligacabells, d'una manera o altra, és probable que hagi estat present durant milers d'anys, ja que el motiu principal d'aquest ús (evitar la nosa dels cabells en les activitats diàries) hauria existit des de molt antic. Això degué fer-se amb els mitjans possibles de llavors, les tires de cuir en foren una forma primitiva. Entre les alternatives hi hagué fils entre-lligats de diferents teixits o fibres vegetals entrellaçades, amb un exemple de 1500 anys d'antiguitat que inclou materials com l'or en la seva manufactura. Les noies solien preferir vetes de colors brillants i rars.
Al segle xviii les perruques utilitzaven una «cua», consistent en una corretja de pell o bossa petita, per a mantenir la perruca al seu lloc.
A la primeria i a mitjans del segle xix la modernització de la indústria del cautxú va permetre l'ús de cautxú amb la roba, que en darrera instància inclouria els primers llaços elàstics. Els llaços moderns tenen alguns avantatges, com ara la mida flexible i que no tenen cap mecanisme per a nuar-los, tot i cal tenir cura, ja que els llaços de goma poden agafar alguns cabells, estirar-los, i eliminar-los finalment del cuir cabellut, provocant la caiguda de cabells.